# In Ketten um Kap Horn
In Ketten um Kap Horn (Originaltitel: Two Years Before the Mast) ist ein US-amerikanischer Abenteuerfilm aus dem Jahr 1946 von John Farrow mit Alan Ladd und Brian Donlevy in den Hauptrollen. Das Drehbuch basiert auf dem autobiographischen Roman Zwei Jahre vorm Mast von Richard Henry Dana, Jr.

## Handlung
1834 kommt das Handelsschiff Pilgrim unter Kapitän Thompson und im Besitz der „Stewart Shipping Company“ in Rekordzeit aus Monterey (Kalifornien) in Boston an. Auf Befehl von Thompson, der seine Crew brutal misshandelt, stellt der Erste Offizier Amazeen, der seinem Kapitän blind ergeben ist, eine Crew für die Rückreise nach Kalifornien zusammen. Dazu lässt er Männer entführen (shanghaien) und auf das Schiff bringen. Unter den Entführten sind der Farmer Hayes, der seine Frau und seine Kinder nicht über seine Abreise informieren konnte, und Charles Stewart, der verschwenderische Sohn des Firmeninhabers. Stewart erfährt schnell, dass die Männer dürftige Rationen erhalten, während die Offiziere frisches Hühnchen essen. Als er den hungrigen jungen blinden Passagier Sam Hooper an Bord entdeckt, stiehlt Stewart Essen für den Jungen und sich selbst, wofür die gesamte Besatzung bestraft wird. Richard Henry Dana, der Bruder eines Seemanns, der während der letzten Reise der Pilgrim ums Leben kam, ist an Bord, um ein Buch über die unter Thompson begangenen Gräueltaten zu schreiben. Als Stewart den Zweiten Offizier Foster dabei erwischt, wie er Danas Tagebuch liest, kommt es zum Streit. Stewart erhält zwanzig Peitschenhiebe mit einer neunschwänzigen Katze, weil er einen Offizier angegriffen hat. 
In Pernambuco in Brasilien holt das Schiff die Passagierin Maria Dominguez und ihre Dienerin Mercedes ab. Als Folge der Weigerung Thompsons, in den Hafen einzulaufen, um frischen Proviant zu holen, sterben Hayes und ein weiteres Besatzungsmitglied an Skorbut. Als Sam krank wird und Crewmitglied Brown entdeckt, dass Foster frisches Gemüse gehortet hat, tötet Brown ihn. Amazeen, der zunehmend Verständnis für die unerträglichen Bedingungen der Besatzung hat, deckt Brown. Als eine mexikanische Insel entdeckt wird und Thompson sich immer noch weigert, anzuhalten, richtet Stewart eine Waffe auf ihn, wird jedoch von Amazeen entwaffnet und eingesperrt, um auf den Prozess wegen Meuterei zu warten, der mit Erhängen bestraft wird. 
Maria und Stewart haben sich verliebt, doch zwei Wochen nach ihrer Ankunft in San Francisco soll sie heiraten. Als die Pilgrim doch an der Insel anlegt, wendet sich Maria im Namen Stewarts an einen mexikanischen Offizier und beschuldigt Thompson der vorsätzlichen Vernachlässigung seiner Crew. Maria verlässt das Schiff, aber Stewart verspricht, sie zu finden. Der Kapitän verweigert der Besatzung den Landgang, doch die Männer befreien Stewart und verlassen das Schiff. Als Thompson auf das Boot schießt, wehrt Amazeen die Kugel ab, taucht dann ins Wasser, um sich der Besatzung anzuschließen, und wird vom Kapitän erschossen. Nachdem die Besatzung zum Schiff zurückgekehrt ist, um ihr Leben zu retten, sticht Brown den Kapitän nieder und wird selbst von Thompson erschossen. Die Besatzung meutert und flieht vor den mexikanischen Behörden. 
Einige Monate später wird die Crew in Boston verhaftet, aber Danas Buch wird veröffentlicht und die Crew gewinnt die Sympathie der Öffentlichkeit. Nach einer Untersuchung des Senats erlässt der Kongress 1855 ein Gesetz zum Schutz der Seeleute der Handelsmarine.

## Hintergrund
Gedreht wurde der Film vom 24. April bis zum 14. Juli 1944. Vom 26. bis zum 29. Juli wurden einige Szenen neu gedreht.
Im Vorwort des Films heißt es: „Seit das erste Schiff unter amerikanischer Flagge fuhr, haben die Männer der amerikanischen Handelsmarine ihrer Nation mit stiller Loyalität gedient. In Frieden und Krieg sind sie gestorben, um unsere Lebensadern auf den Weltmeeren aufrechtzuerhalten. Doch in der ersten Hälfte des Jahrhunderts blieben sie in Amerika ungeehrt und vergessen, Sklaven der Schiffsführer, die ihr Leben in brutaler Plackerei verschwendeten. Dann erhob sich ein einsamer Mann, Richard Dana, um sich für ihre Sache einzusetzen, so kraftvoll, dass seine Botschaft zu einem amerikanischen Klassiker wurde. Diese Botschaft nahm 1834 Gestalt an, als sich eine hochmastige Brigg dem Hafen von Boston näherte.“ 
Der Roman Two Years Before the Mast von Richard Henry Dana Jr. basierte auf Notizen, die er während einer zweijährigen Reise von Boston um Kap Hoorn nach Kalifornien und zurück machte. Die Reise begann im August 1834 auf der Brigg Pilgrim und endete am 21. September 1836 auf der Brigg Alert. Obwohl Dana das Schiff wechselte, stand er während der gesamten Reise unter dem Kommando desselben Kapitäns. In einem Schiffslogbuch dokumentierte Dana die Brutalität, die er miterlebte, sowie die schwierigen Bedingungen, unter denen die Schiffsbesatzungen arbeiteten. Ein Großteil von Danas Aufgaben umfasste den Umgang mit Rinderhäuten an der kalifornischen Küste. Berichten zufolge nahm Dana die Reise an, nachdem eine Masernerkrankung zu einer Sehschwäche bei ihm geführt hatte und er gezwungen war, sein Studium an der Harvard University zu verschieben. Nach der Reise machte Dana seinen Abschluss an der „Harvard Law School“ und wurde später ein Experte für Seerecht. Wie im Film enthält das Buch Berichte über ungerechtfertigte Auspeitschungen durch einen wahnsinnigen Kapitän, Desertionen der Besatzung und Vorfälle von Skorbut, der im Buch jedoch nicht zum Tod der Erkrankten führte. Außerdem enthielt das Buch keine Romanze zwischen einem Seemann und einer Passagierin. 
Obwohl die Dreharbeiten im Juli 1944 abgeschlossen waren, wurde der Film erst im November 1946 veröffentlicht. Laut dem Presseheft des Films wurde der Film während des Krieges gedreht und zwar vollständig in den vier Studios der Paramount Studios. Es wurde berichtet, dass die Entscheidung, den Film an Land zu drehen, das Ergebnis von Schwierigkeiten bei der Produktion des Paramount-Films Der Pirat und die Dame (Frenchman's Creek) aus dem Jahr 1944 war. 
Um den Effekt eines unbegrenzten Meeres- und Himmelsraums zu erzeugen, wurde an den Wänden des Sets ein Cyklorama aufgestellt und neu gestrichen, um den Himmel über Pernambuco, Brasilien, Kap Hoorn und die kalifornische Küste darzustellen. Außerdem wurden Bilder von riesigen Meereslandschaften und sich bewegenden Wolkenhintergründen auf eine 12 Meter hohe Transparentleinwand projiziert. Es wurde außerdem berichtet, dass ungenutzte Aufnahmen von Meeres- und Himmelslandschaften, die für den Film Schiffbruch der Seelen (Souls at Sea) aus dem Jahr 1937 gedreht wurden, in diesen Film eingeschnitten wurden. Der Boston Wharf und zwei Nachbildungen der fast 50 Meter langen Pilgrim wurden gebaut. Eines der beiden Schiffsmodelle schwamm in einem Tank, der 169.000 Liter Wasser fasste, mit Masten, die an der fünfstöckigen Bühnendecke ausgeschnitten waren. Das andere Modell war in einem schaukelnden Lastkahn in einem riesigen Graben gebaut, mit voll aufgetakelten 30-Meter-Masten. Das Modell wurde von einer Reihe von Stützwippen „geschaukelt“, die von Motoren angetrieben wurden. Wie Paramount berichtete, entstand der Sturm im Film aus einigen Tonnen Eis, das so fein zermahlen wurde, dass es Schnee und Hagel ähnelte. Sprinkleranlagen schüttelten literweise Wasser auf die Köpfe der Schauspieler, riesige Fächer sorgten für Wind. 
Die Zensurbehörde Production Code Administration (PCA) bestand darauf, dass die Auspeitschung im Film angedeutet und nicht gezeigt wird und dass die Handlung, in der Brown Thompson niedersticht, vor dem Publikum verborgen bleibt. Einer zeitgenössischen Quelle zufolge bestand die verwendete neunschwänzige Katze aus Filz, der mit rotem Lippenstift eingerieben wurde. Laut Pressebuch wurde aus optischen Gründen eine echte neunschwänzige Katze von einem Sammler auf Nantucket ausgeliehen.
Franz Bachelin und Hans Dreier oblag die künstlerische Leitung, sie wurden von Assistent John Meehan unterstützt. Bertram C. Granger und sein Assistent Sam Comer waren für das Szenenbild zuständig, Wally Westmore für das Maskenbild. Farciot Edouart und die Brüder Devereaux und Gordon Jennings schufen die visuellen Effekte. Assistiert wurde ihnen von Ivyl Burks, Jan Domela, Loyal Griggs, Paul K. Lerpae und Irmin Roberts. Buddy DeSylva war ausführender Produzent, Joy Harington führte die Dialogregie. Sidney Cutner, George Parrish, Leo Shuken und Eugene Zádor leiteten des Orchester.

## Synchronisation
Es existieren zwei Synchronfassungen. Die erste entstand 1947 im Auftrag des Filmstudios Tempelhof unter der Dialogregie von Josef Wolf nach einem Dialogbuch von Alfred Vohrer. Die zweite Fassung entstand 1980.
| Rolle                | Darsteller       | Synchronsprecher 1947 | Synchronsprecher 1980 |
| -------------------- | ---------------- | --------------------- | --------------------- |
| Charles Stewart      | Alan Ladd        | Viktor Staal          | Volker Brandt         |
| Richard Henry Dana   | Brian Donlevy    | Fritz Ley             | Rolf Becker           |
| Erster Off. Amazeen  | William Bendix   | Karl Schaidler        |                       |
| Terrence O’Feenaghty | Barry Fitzgerald | Bum Krüger            | Hans Hessling         |
| Kapitän Thompson     | Howard Da Silva  | Wolfgang Henkel       | Gert Günther Hoffmann |
| Maria Dominguez      | Esther Fernández | Eva Vaitl             |                       |
| Brown                | Albert Dekker    | Willy Rösner          | Gottfried Kramer      |
| Gordon Stewart       | Ray Collins      | Otto Wernicke         | Alf Marholm           |
| Bellamer             | Tom Powers       | Hans Pössenbacher     |                       |
| Hansen               | Frank Faylen     | Herbert Gernot        |                       |

## Veröffentlichung
Die Premiere des Films fand am 22. November 1946 statt. Im nach dem Zweiten Weltkrieg besetzten Deutschland kam er am 28. Dezember 1946 in die Kinos, in Österreich am 26. September 1947.

## Kritiken
Bosley Crowther von der The New York Times schrieb, während Danas Roman anschauliche Beschreibungen des Lebens an Bord einer Brigg auf See und genügend Gewaltvorfälle an Bord, um den Geist eines Landjungen zu faszinieren, liefere, werde in der Paramount-Produktion die Reise zu einer Ansammlung von purer Brutalität. Der Film sei ein typisches Hollywood-Paket, das unter zweckmäßig geformten Papieren segele. Und so müsse es auch von den Zuschauern aufgenommen werden, die sich für die Reise anmelden. Als solches werde es ihnen großzügig einigen konventionellen Nervenkitzel, einige schaurige Darstellungen menschlicher Folter und einige würzige Einblicke in ein Schiff auf See bieten.
Der Kritiker des TV Guide sah einen deprimierenden und düsteren Film, der die bedrückenden Bedingungen, unter denen die Seeleute dieser Zeit lebten, wirkungsvoll vermittele.
Das Lexikon des internationalen Films schrieb: „Ein in Milieuzeichnung und Atmosphäre stimmiger Abenteuerfilm.“
Die Filmzeitschrift Cinema befand: „Etwas altbacken, aber kein Seemannsgarn.“